# Nadir Colledani
Nadir Colledani (San Daniele del Friuli, 10 aprile 1995) è un mountain biker e ciclocrossista italiano. Ha rappresentato l'Italia ai Giochi olimpici estivi di Tokyo 2020 nella mountain bike.

## Palmarès
- Campionati italiani U23 - ciclocross

vittorie: 2015, 2016
secondi posti: 2017
- Campionati italiani Elite - mountain bike

vittorie: 2021
- Campionati italiani U23 - mountain bike

secondi posti: 2015, 2016, 2017

## Piazzamenti
- Giochi olimpici

Tokyo 2020 - Cross country: 34º